# Neomochtherus pubescens
Neomochtherus pubescens là một loài ruồi trong họ Asilidae. Neomochtherus pubescens được Lehr miêu tả năm 1996. Loài này phân bố ở vùng Cổ Bắc giới.